# Marlon Bundo

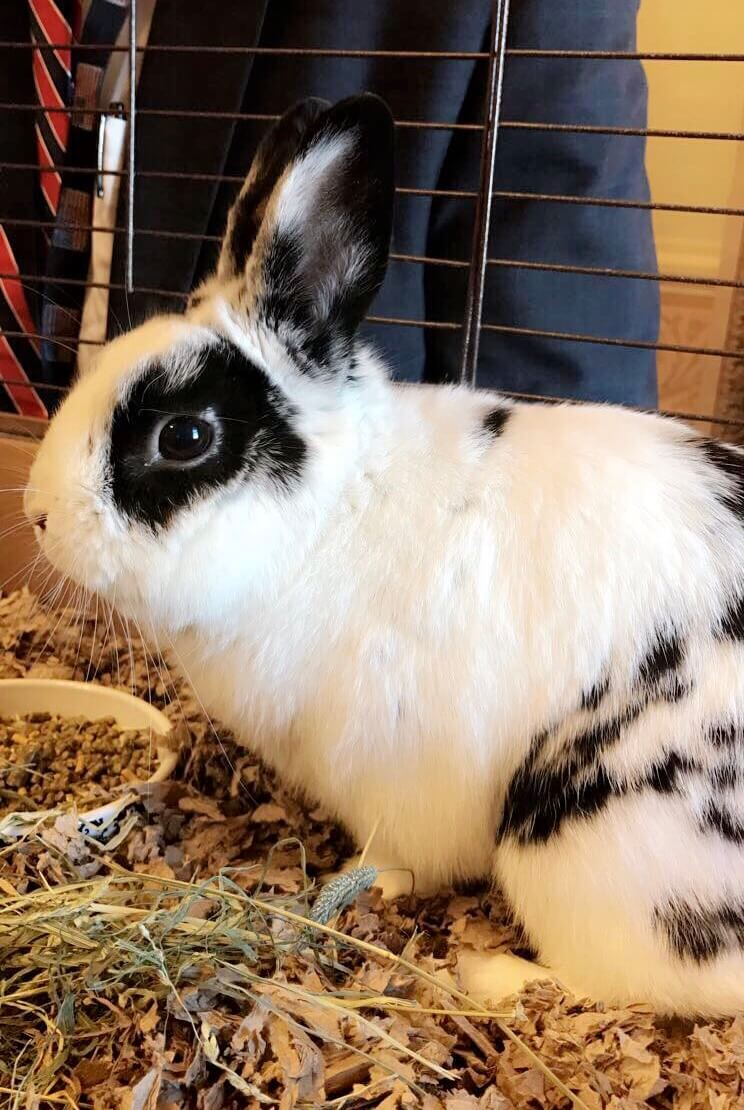
Marlon Bundo nel maggio 2017

Marlon Bundo, noto anche come Bunny of the United States (BOTUS), (Chicago, 2012 o 2013 - Columbus, 15 gennaio 2022) è stato un coniglio di proprietà della famiglia di Mike Pence, 48º vicepresidente degli Stati Uniti d'America. Bundo è il protagonista di due libri per bambini. 

## Biografia
Bundo è stato comprato dalla figlia di Mike Pence, Charlotte, che aveva bisogno di un coniglio per un film in cui doveva apparire. Charlotte lo ha trovato in vendita su Craigslist e ha contattato il proprietario chiedendone il prezzo. Questo ha risposto "Fammi un'offerta", ricordando una celebre battuta di Marlon Brando, nei panni di Don Vito Corleone ne Il padrino: "Gli farò un'offerta che non potrà rifiutare". Da qui il nome, che è un gioco di parole fra il nome dell'attore e bunny, che in inglese significa "coniglio".
Nel maggio 2017 il vicepresidente e sua moglie Karen lo hanno portato a un evento dedicato alle famiglie dei militari alla Casa Bianca, ed è stato apprezzato dai bambini presenti. È stato il primo coniglio a volare sull'Air Force Two, l'aereo del vicepresidente.
Bundo aveva un account su Instagram, gestito da Charlotte Pence.

## Libri per bambini
Marlon Bundo è protagonista di due libri per bambini. Il primo, A Day in the Life of the Vice President ("Un giorno nella vita del Vicepresidente"), è stato scritto da Charlotte Pence e illustrato da Karen Pence.
Il secondo A Day in the Life of Marlon Bundo è stato scritto da Jill Twiss e illustrato da EG Keller (pseudonimo di Gerald Kelley). È stato fatto realizzare da John Oliver, conduttore di Last Week Tonight, come parodia a sostegno dei diritti delle persone omosessuali. Questo secondo volume è stato presentato da Oliver durante una puntata della sua trasmissione in cui ha parlato di Pence. La scelta di dedicarlo ai diritti LGBT è dovuta al fatto che il primo libro è stato presentato da Pence durante un evento dell'associazione cristiana conservatrice Focus on the Family. È stato pubblicato anche in italiano, con il titolo Il giorno specialissimo di Marlon Bundo.